# 宮城県鶯沢工業高等学校
宮城県鶯沢工業高等学校（みやぎけん うぐいすざわこうぎょうこうとうがっこう）とは、宮城県栗原市鶯沢字南郷下新反田にあった県立高等学校である。略称は鶯工（うぐこう）。

## 設置学科
- 全日制課程　
  - 電子科
  - 機械科

## 沿革
- 1949年7月15日 -  宮城県岩ヶ崎高等学校定時制課程細倉分校を開設
- 1964年4月1日  - 全日制に移行
- 1969年4月1日 - 宮城県鶯沢工業高等学校開校
- 2007年4月1日 - くりはら田園鉄道線の廃線に伴い鶯沢工業高校前駅廃止
- 2009年4月1日 - 生徒募集停止（新たに岩ヶ崎高校創造工学科が新設）
- 2011年3月2日 - 閉校に伴い宮城県岩ヶ崎高等学校鶯沢校舎に改称
- 2016年4月1日 - 本年度より生徒募集停止。
- 2018年3月31日 - 創造工学科廃止に伴い鴬沢校舎を閉校。本校と統合

## 閉校問題
生徒数が定員の3分の2未満が2年連続した場合、2009年以降生徒募集を行わない可能性があることを宮城県教育委員会が明らかにした。そして、2009年より宮城県岩ヶ崎高等学校と統合し、鶯沢校舎（創造工学科）として再スタートを切ることとなった。このため2011年3月2日をもって鶯沢工業高校は岩ヶ崎高校と統合され閉校となった。しかし、鶯沢校舎はその後も生徒数の減少が続いたため、本校との再編統合に伴い2018年3月31日をもって創造工学科の廃止と共に鴬沢校舎を閉校している。